# Europese kampioenschappen veldlopen 2010
De 17e editie van de Europese kampioenschappen veldlopen vond op 12 december 2010 plaats in Albufeira, gelegen in het district Faro, Portugal.

## Uitslagen

### Mannen Senioren
| Plaats | Atleet            | Land      | Tijd (min.s) |
| ------ | ----------------- | --------- | ------------ |
|        | Serhij Lebid      | Oekraïne  | 29.15        |
|        | Ayad Lamdassem    | Spanje    | 29.18        |
|        | Yousef El Kalai   | Portugal  | 29.19        |
| 4      | Abdellatif Meftah | Frankrijk | 29.21        |
| 5      | Morhad Amdouni    | Frankrijk | 29.21        |
| 6      | Andrea Lalli      | Italië    | 29.28        |
| 7      | Eduardo Mbengani  | Portugal  | 29.29        |
| 8      | Rui Pedro Silva   | Portugal  | 29.32        |
| 9      | Jesús España      | Spanje    | 29.32        |
| 10     | Mokhtar Benhari   | Frankrijk | 29.34        |

| Plaats | Land                                                                      | Punten               |
| ------ | ------------------------------------------------------------------------- | -------------------- |
|        | Frankrijk Abdellatif Meftah Mourad Amdouni Mokhtar Benhari Driss El Himer | 4 + 5 + 10 + 13 = 32 |
|        | Portugal Youssef El Kalai Eduard Mbengani Rui Pedro Silva Rui Silva       | 3 + 7 + 8 + 16 = 34  |
|        | Spanje Ayad Lamdassem Jesús España Ricardo Serrano Francisco Javier López | 2 + 9 + 18 + 27 = 56 |

### Vrouwen Senioren
| Plaats | Atleet              | Land                | Tijd (min.s) |
| ------ | ------------------- | ------------------- | ------------ |
|        | Jessica Augusto     | Portugal            | 26.52        |
|        | Binnaz Uslu         | Turkije             | 26.57        |
|        | Dulce Félix         | Portugal            | 26.59        |
| 4      | Fionnuala McCormack | Ierland             | 26.59        |
| 5      | Tetyana Holovchenko | Oekraïne            | 27.04        |
| 6      | Marisa Barros       | Portugal            | 27.06        |
| 7      | Hatti Archer        | Verenigd Koninkrijk | 27.08        |
| 8      | Alessandra Aguilar  | Spanje              | 27.09        |
| 9      | Sara Moreira        | Portugal            | 27.26        |
| 10     | Ana Dias            | Portugal            | 27.27        |

| Plaats | Land                                                                      | Punten                |
| ------ | ------------------------------------------------------------------------- | --------------------- |
|        | Portugal Jessica Augusto Dulce Félix Marisa Barros Sara Moreira           | 1 + 3 + 6 + 9 = 19    |
|        | Verenigd Koninkrijk Hatti Archer Louise Damen Steph Twell Helen Clitheroe | 7 + 17 + 20 + 21 = 65 |
|        | Spanje Alessandra Aguilar Diana Martín Nuria Fernández Irene Pelayo       | 8 + 14 + 16 + 33 = 71 |

### Mannen onder 23
| Plaats | Atleet           | Land                | Tijd (min.s) |
| ------ | ---------------- | ------------------- | ------------ |
|        | Hassan Chahdi    | Frankrijk           | 24.11        |
|        | Florian Carvalho | Frankrijk           | 24.14        |
|        | Yegor Nikolayev  | Rusland             | 24.14        |
| 4      | Jeroen D'Hoedt   | België              | 24.23        |
| 5      | Ricardo Mateus   | Portugal            | 24.25        |
| 6      | Siarhei Platonau | Wit-Rusland         | 24.28        |
| 7      | Tiago Costa      | Portugal            | 24.32        |
| 8      | Sindre Buraas    | Noorwegen           | 24.34        |
| 9      | Ricky Stevenson  | Verenigd Koninkrijk | 24.34        |
| 10     | Florian Orth     | Duitsland           | 24.44        |

| Plaats | Land                                                                        | Punten                 |
| ------ | --------------------------------------------------------------------------- | ---------------------- |
|        | Ierland David McCarthy Breandan O'Neill Michael Mulhare David Rooney        | 11 + 13 + 16 + 20 = 60 |
|        | Frankrijk Hassan Chahdi Florian Carvalho Abdelatif Hadjam Etienne Diemunsch | 1 + 2 + 24 + 51 = 78   |
|        | Spanje Sebastián Martos Antonio Abadía Javier García Víctor José Corrales   | 12 + 14 + 26 + 27 = 79 |

### Vrouwen onder 23
| Plaats | Atleet                | Land                | Tijd (min.s) |
| ------ | --------------------- | ------------------- | ------------ |
|        | Cristina Jordán       | Spanje              | 20.17        |
|        | Emma Pallant          | Verenigd Koninkrijk | 20.28        |
|        | Anna Nosenko          | Oekraïne            | 20.36        |
| 4      | Roxana Bârcă          | Roemenië            | 20.39        |
| 5      | Sandra Eriksson       | Finland             | 20.41        |
| 6      | Natalie Gray          | Verenigd Koninkrijk | 20.43        |
| 7      | Viktoriya Pohoryelska | Oekraïne            | 20.46        |
| 8      | Yekaterina Ishova     | Rusland             | 20.46        |
| 9      | Lucie Sekanová        | Tsjechië            | 20.47        |
| 10     | Patricia Laubertie    | Frankrijk           | 20.47        |

| Plaats | Land                                                                                   | Punten                |
| ------ | -------------------------------------------------------------------------------------- | --------------------- |
|        | Verenigd Koninkrijk Emma Pallant Natalie Gray Emily Pidgeon Sarah Waldron              | 2 + 6 + 15 + 20 = 43  |
|        | Rusland Yekaterina Ishova Natalya Vlasova Lyudmila Lebedeva Alfiya Muryasova           | 8 + 11 + 12 + 14 = 45 |
|        | Oekraïne Anna Nosenko Viktoriya Pohoryelska Olha Skrypak Lyudmila Liakhovich Kovalenko | 3 + 7 +16 + 35 = 61   |

### Mannen Junioren
| Plaats | Atleet                | Land                | Tijd (min.s) |
| ------ | --------------------- | ------------------- | ------------ |
|        | Abdelaziz Merzoughi   | Spanje              | 18.07        |
|        | Nemanja Cerovac       | Servië              | 18.07        |
|        | Rui Pinto             | Portugal            | 18.09        |
| 4      | Ivan Strebkov         | Oekraïne            | 18.09        |
| 5      | Sondre Nordstad Moen  | Noorwegen           | 18.16        |
| 6      | Andrey Rusakov        | Rusland             | 18.18        |
| 7      | Jesper van der Wielen | Nederland           | 18.19        |
| 8      | Sándor Szabó          | Hongarije           | 18.23        |
| 9      | Marek Kowalski        | Polen               | 18.25        |
| 10     | Ryan Saunders         | Verenigd Koninkrijk | 18.27        |

| Plaats | Land                                                                     | Punten                 |
| ------ | ------------------------------------------------------------------------ | ---------------------- |
|        | Verenigd Koninkrijk Ryan Saunders Jonathan Hay John McDonnell Andy Combs | 10 + 14 + 16 + 22 = 62 |
|        | Portugal Rui Pinto Emanuel Rolim José Pedro Costa Nuno Santos            | 3 + 21 + 24 + 26 = 74  |
|        | Rusland Andrey Rusakov Viktor Sayenko Ilgizar Safiulin Nikolay Lyalikov  | 6 + 15 + 30 + 32 = 83  |

### Vrouwen Junioren
| Plaats | Atleet               | Land                | Tijd (min.s) |
| ------ | -------------------- | ------------------- | ------------ |
|        | Charlotte Purdue     | Verenigd Koninkrijk | 12.42        |
|        | Amela Terzić         | Servië              | 12.59        |
|        | Emelia Gorecka       | Verenigd Koninkrijk | 13.00        |
| 4      | Gulshat Fazlitdinova | Rusland             | 13.03        |
| 5      | Corinna Harrer       | Duitsland           | 13.08        |
| 6      | Zenobie Vangansbeke  | België              | 13.09        |
| 7      | Ciara Mageean        | Ierland             | 13.16        |
| 8      | Ioana Doagă          | Roemenië            | 13.18        |
| 9      | Lily Partridge       | Verenigd Koninkrijk | 13.19        |
| 10     | Annabel Gummow       | Verenigd Koninkrijk | 13.19        |

| Plaats | Land                                                                              | Punten                |
| ------ | --------------------------------------------------------------------------------- | --------------------- |
|        | Verenigd Koninkrijk Charlotte Purdue Emelia Gorecka Lily Partridge Annabel Gummow | 1 + 3 + 9 + 10 = 23   |
|        | Duitsland Corinna Harrer Gesa-Felicitas Krause Maya Rehberg Jannika John          | 5 + 11 + 18 + 19 = 53 |
|        | Roemenië Ioana Doagă Mirela Lavric Anca Maria Bunea Dana Elena Loghin             | 8 + 14 + 16 + 26 = 64 |